# Bossiaea
Bossiaea este un gen de plante din familia  Fabaceae.

## Specii
Cuprinde circa 45 specii.